# Chabuata griseagoa
Chabuata griseagoa är en fjärilsart som beskrevs av Dyar 1912. Chabuata griseagoa ingår i släktet Chabuata och familjen nattflyn. Inga underarter finns listade i Catalogue of Life.